# The Movielife
I The Movielife sono stati un gruppo musicale pop punk statunitense attivo tra la seconda metà degli anni novanta e il 2003.

## Storia del gruppo
I The Movielife si formano inizialmente con il cantante Vinnie Caruana, i chitarristi Eddie Reyes e Brandon Reily, il batterista Evan Baken e il bassista Phil Navetta.
Dopo aver pubblicato alcune demo e aver cambiato chitarrista (Reyes lasciò il gruppo e fondò i Taking Back Sunday, venendo sostituito da Alex Amiruddin), la band pubblica il suo primo album, It's Go Time, nel 1999 sotto la Fadeaway Records. A questo seguono numerosi tour e, a fine 2000, il secondo album This Time Next Year, questa volta pubblicato per la Revelation Records. Dopo aver firmato per la Drive-Thru Records, la band pubblica l'EP Movielife Has a Gambling Problem. Poco più tardi lascia la band anche Amiruddin, che viene sostituito dal fratello minore di Navetta, Dan. Due anni dopo viene pubblicato il terzo e ultimo album in studio della band, Forty Hour Train Back to Penn. Dopo qualche mese in tour, infatti, nel settembre 2003 la band decide di sciogliersi. Caruana fonda gli I Am the Avalanche, mentre Reilly fonda i Nightmare of You.

## Formazione
- Vinnie Caruana - voce (1997 - 2003)
- Brandon Reily - chitarra (1997 - 2003)
- Evan Baken - batteria (1997 - 2003)
- Phil Navetta - basso (1997 - 2003)
- Alex Amiruddin - chitarra (1998 - 2001)
- Dan Navetta - chitarra (2001 - 2003)
- Evan Baken - chitarra (1997 - 1998)

## Discografia

### Album in studio
- 1999 - It's Go Time
- 2000 - This Time Next Year
- 2003 - Forty Hour Train Back to Penn

### EP
- 2001 - Movielife Has a Gambling Problem

### Live
- 2004 - Live 9:30 Club 02/04/03

### Demo
- 1997 - Red Demo
- 1998 - White Demo